# Историјски архив Кикинда
Историјски архив Кикинда основан је као Архивско подручје бр. 5, Одлуком Градског народног одбора Кикинда од 7. новембра 1946. године, али не као самостална установа, већ у саставу Градског музеја у Кикинди, за територију данашњих општина Кикинда, Чока и Нови Кнежевац. Од 1. јануара 1955. године, такође решењем ГНО Кикинда, Архив је одвојен од Музеја и након више статусних и других промена, од 1. јануара 1991. године добио је назив под којим и данас ради.

## Делатност
Архив обавља спољну заштиту у 260 евидентиране регистратуре са преко 17.000 метара архивске грађе и регистраторског материјала. У самом архиву смештено је 2100 метара архивске грађе на преко 2500 м полица. Грађа је распоређена у 389 фондова и 6 збирки. Временски распон грађе је од 1747. године до 2011. године, а писана је на српском, мађарском, немачком и латинском језику. Дванаест фондова са 175 метара грађе категоризовани су као културно добро од изузетног значаја, а двадесет и шест као културно добро од великог значаја. Готово сви фондови су технички сређени, најстарији су и аналитички обрађени. Грађа из млађег периода користи се у управно правне сврхе (тзв. оперативна грађа) док је старија, предмет интересовања истраживача (тзв. историјска грађа).
Данас у Архиву има једанаест запослених, од којих су девет стручни радници. У протеклом периоду у Архиву је радило укупно 42 радника. Сви су они предано, вредно, одговорно и мукотрпно стварали оно што се данас савесно чува, сређује и  обрађује.